# Caroline von Erbach-Fürstenau
Caroline Amalie Gräfin von Erbach-Fürstenau (* 29. September 1700 in Schloss Fürstenau; † 7. Mai 1758 in Hildburghausen) war Herzogin und von 1745 bis 1748 Regentin von Sachsen-Hildburghausen.

## Leben
Caroline war eine Tochter des Grafen Philipp Karl von Erbach-Fürstenau und Michelstadt, Herren zu Breuberg (1677–1736) und dessen erster Gemahlin Gräfin Charlotte Amalie von Kunowitz (1677–1722).
Sie heiratete am 19. Juni 1726 auf Schloss Fürstenau Herzog Ernst Friedrich II. von Sachsen-Hildburghausen. Das Paar lebte zunächst in Königsberg (Bayern), wo auch der Erbprinz Ernst Friedrich Carl geboren wurde. 1730 ließ Ernst Friedrich seiner Gemahlin das Lustschloss Carolinenburg erbauen. 1744 erfolgte auch der Ausbau von dem für Caroline vorgesehenen Wittumssitz Schloss Eisfeld.
Nach dem Tod ihres Mannes 1745 führte sie die Regentschaft für ihren unmündigen ältesten Sohn. In einem Erlass von 1746 traf sie Maßnahmen gegen „herumziehendes Zigeuner- und Bettlervolk“, wobei auch die Todesstrafe zur Anwendung kam. Sie strukturierte die Strafprozessordnung um und verbot den Verkauf von Lehen, Allodien und Gütern ohne landesherrliche Genehmigung. Im vom Herzogtum Sachsen-Meiningen angestrengten Prozess beim Hofgericht um das Amt Sonnefeld (1743–1752) ließ sie durch den Geheimen Hofrat Johann Sebastian Kobe von Koppenfels verhandeln, der den Prozessverlauf vorteilhaft gestalten konnte.

## Nachkommen
- Ernst Friedrich III. Carl (1727–1780), Herzog von Sachsen-Hildburghausen
- Friedrich August Albrecht  (1728–1735)
- Friedrich Wilhelm Eugen (1730–1795) ⚭ 1778 Caroline von Sachsen-Hildburghausen (1761–1790)
- Sophie Amalie Caroline (1732–1799) ⚭ 1749 Fürst Ludwig von Hohenlohe-Neuenstein zu Öhringen (1723–1805)